# ابیورد
اَبیوَرد با نام‌های دیگر اباورد، باورد و خاوران، از شهرهای کهن ایران در شمال خراسان و شهرستان درگز کنونی، بر دامنه شمالی کوه‌های هزارمسجد است. این شهر که امروزه جزء استان خراسان رضوی ایران است، منطقه‌ای حفاظت شده و باستانی است.

## موقعیت جغرافیایی
دربارهٔ اینکه این شهر هنوز برجا است یا نه، اختلاف نظر وجود دارد. برخی بر این نظرند که ابیورد همان شهری است که امروزه بدان محمدآباد می‌گویند و در سمت باختری مرو واقع است. برخی نیز گفته‌اند که ابیورد کامل ویران شده و ویرانه‌های آن اکنون در کشور ترکمنستان، در حدود هشت کیلومتری غرب ایستگاه قهقهه، در مسیر راه‌آهن عشق‌آباد به مرو واقع است. به نوشته بارتولد، در نزدیکی‌های ابیورد کهنه، قریه دیگری هست که آن نیز در گذشته ابیورد خوانده می‌شود و اکنون پشتک نامیده می‌شود.
فردوسی در شاهنامه نام باورد را در بیتی چنین آورده‌است:
| میان سرخس است نزدیک طوس |  | ز باورد برخاست آوای کوس |

## نام‌گذاری
به اعتقاد حسن پیرنیا نام ابیورد از «آپاوُرتِن» که در نزدیکی این منطقه قرار داشت گرفته شده‌است و به آن در گذشته «باوَردهم» می‌گفتند و باوَرد همان پاوُرت بود.
دربارهٔ وجه تسمیه ابیورد صاحب مرآت البلدان می‌نویسد:
به عقیده عجم یک قطعه از خراسان را کیکاوس به آورد پسر گودرز اجاره داد و او در آن قطعه شهر ابیورد بنا نهاد و بر این نام موسوم کرد.

## ابیورد خراسان تا ابیوردی فارس
با توجه به حسن تدبیر و سیاست و تاکتیک نظامی نادرشاه افشار، هر محلی که به تصرف درمی‌آمد از نظر حفظ و استحکام موقعیت و نفوذ خود از سرداران مورد اعتماد و نزدیکان و خویشاوندان خود استفاده می‌نموده که ایل ابیوردی که هم نسبت خویشاوندی با نادر شاه افشار داشته و هم با شجاعت و دلاوری دوش به دوش وی گام برمی‌داشتند در این قبیل موارد مورد استفاده سیاست نادری قرار می‌گرفتند به همین جهت در موقع تعقیب و شکست و قتل اشرف افغان و از بین بردن محمد تقی خان و میر حسین بیگ داروغه حاکم شیراز و غزل حاتم خان کرد بادلو از طرف نادرشاه فرد شایسته، رشید و لایقی بنام محمد علی بیگ قورت ابیوردی که هم برادر زن نادر شاه بود و هم در اردوکشی‌ها و فتوحات نادر شاه سهم بسزایی داشته به حکومت در فارس منسوب می‌شود و ایل و تبارش مأمور حفظ نفوذ و قدرت او در منطقه فارس می‌شوند.
در سال ۱۲۹۳ هجری قمری والی فارس معتمد الدوله فرهاد میرزا به ابیوردی ها که بیشتر مردان این طایفه عضو توپخانه فارس بودند پیشنهاد می‌دهد که در محل کنونی سکونت کنند . وی بعد از بازگشت به دارالحکمه، حاج میرزا حسین ترک معروف به ایرونی مالک بخش وسیعی از همین منطقه ابیوردی را احضار می‌کند و اجازه سکونت  ابیوردی ها در این محل را از وی می‌گیرد در این خصوص قباله ها نوشته می‌شود و سند را به نام چهار نفر مینویسند  که عبارتند از مشهدی میرزا آقا، حاج پیرعلی، حاج خیرعلی و حاج نورعلی سلطان [ منبع تحقیقاتی ]